# Старая Кашира
Старая Кашира — село в городском округе Ступино Московской области России. Население — 175 чел. (2010).

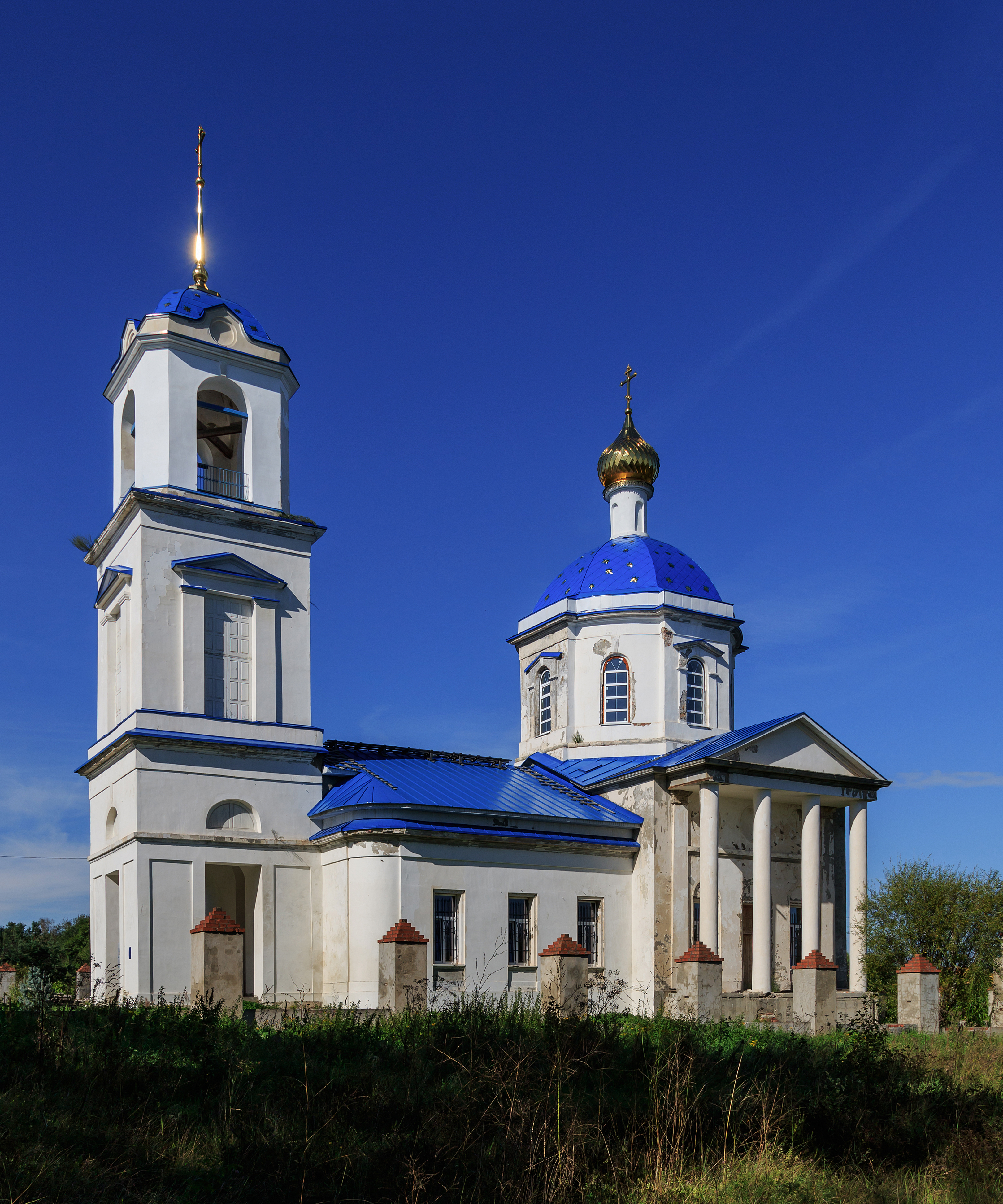
Храм иконы Божией Матери «Знамение»

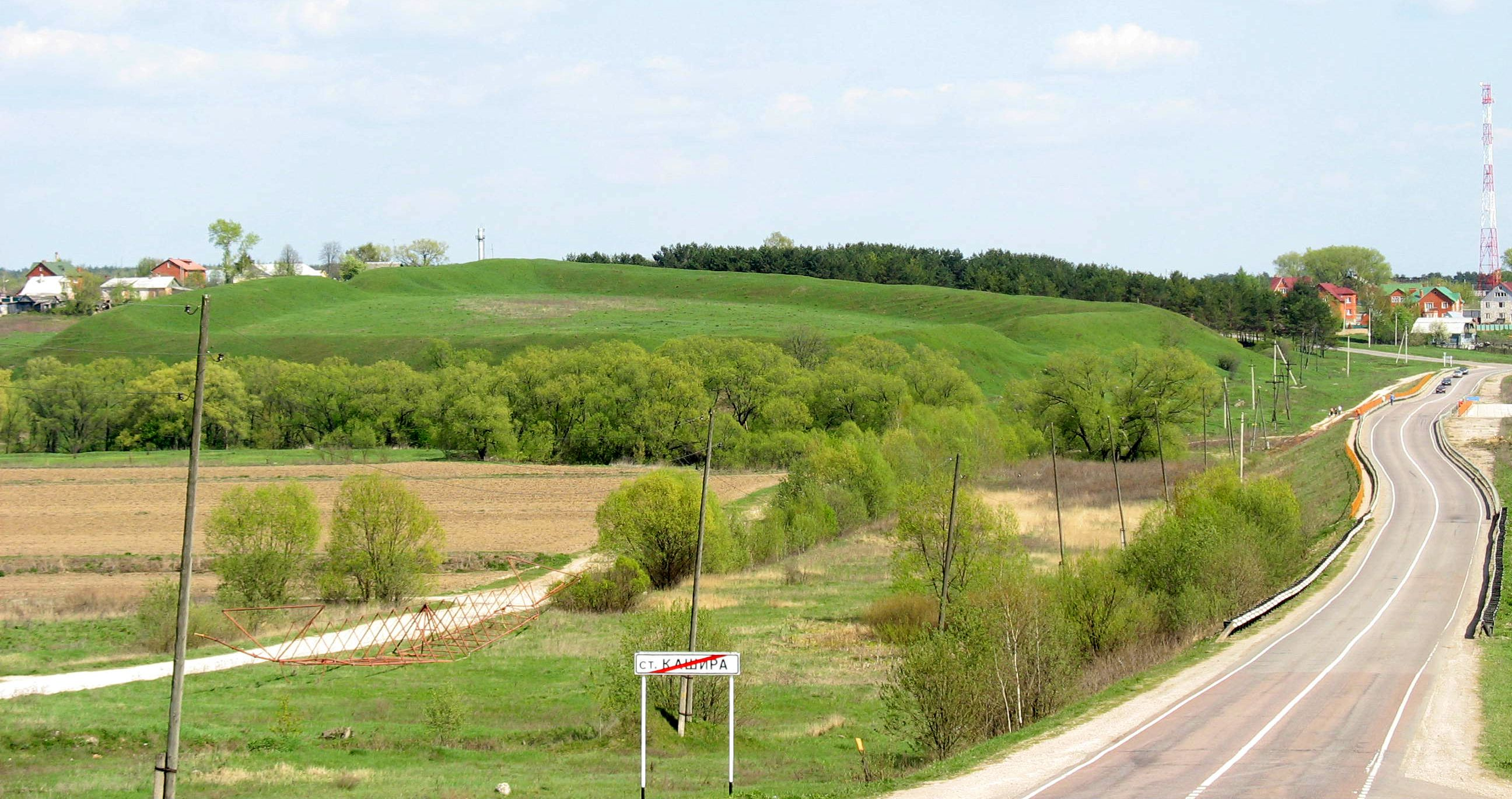
Место древнего города Каширы

Расположено в 7 километрах к востоку от районного центра — города Ступино — и 120 километрах к югу от Москвы, на левом берегу Оки, в устье реки Каширки. В селе шесть улиц — Грачевка, Донская, Знаменская, Ильинская, Новотроицкая и Радонежская. Севернее села протекает родник Лошонка.
Село связано автобусным сообщением с городом Озёры. В пяти километрах к западу по шоссе находится пассажирская платформа Белопесоцкий Павелецкого направления Московско-Курского отделения Московской железной дороги.
В Старой Кашире находится храм иконы Божией Матери «Знамение».
Своим названием Кашира обязана речке Каширке, около впадения которой в Оку на левом, пологом берегу Оки изначально располагался город. Кашира впервые упоминается в 1356 в духовной грамоте сына Ивана Калиты московского князя Ивана II Красного как село, завещанное им своему сыну Дмитрию. А в 1355 епископ Коломенский Афанасий титуловался также «Каширским». В 1480 Кашира уже была городом, который Иван III приказал сжечь, не надеясь защитить его от ожидавшегося набега татарского хана Ахмата. В 1483 по договору между рязанским и московским князьями Кашира окончательно переходит под власть Москвы. В 1498 западнее Каширы был основан Троицкий Белопесоцкий монастырь. В 1497—1526 Каширой владели бывшие казанские татарские цари, поддерживающие московского князя. В 1517 на город был совершён первый набег крымских татар, после чего до конца столетия Кашира пережила более 20 набегов. В 1531 в Кашире построена крепость, ныне городище Старая Кашира: земляной вал с деревянными укреплениями. Наиболее разрушительный набег крымских татар произошёл в 1571. После набегов, эпидемии чумы и военных действий 1607—1611 гг. Кашира запустела (в 1609 году город признал власть Лжедмитрия II). В 1618 году город разорён казаками гетмана Сагайдачного, бывшими на польской службе. Ныне на месте старого города — деревня Городище и село Старая Кашира.
С 2005 по 2017 год село входило в состав городского поселения Ступино Ступинского района.

## Население
| 1852 | 1859 | 1890 | 1926 | 2002 | 2006 | 2010 |
| ---- | ---- | ---- | ---- | ---- | ---- | ---- |
| 533  | ↗587 | ↗708 | ↘587 | ↘141 | ↘113 | ↗175 |